# Wettessen

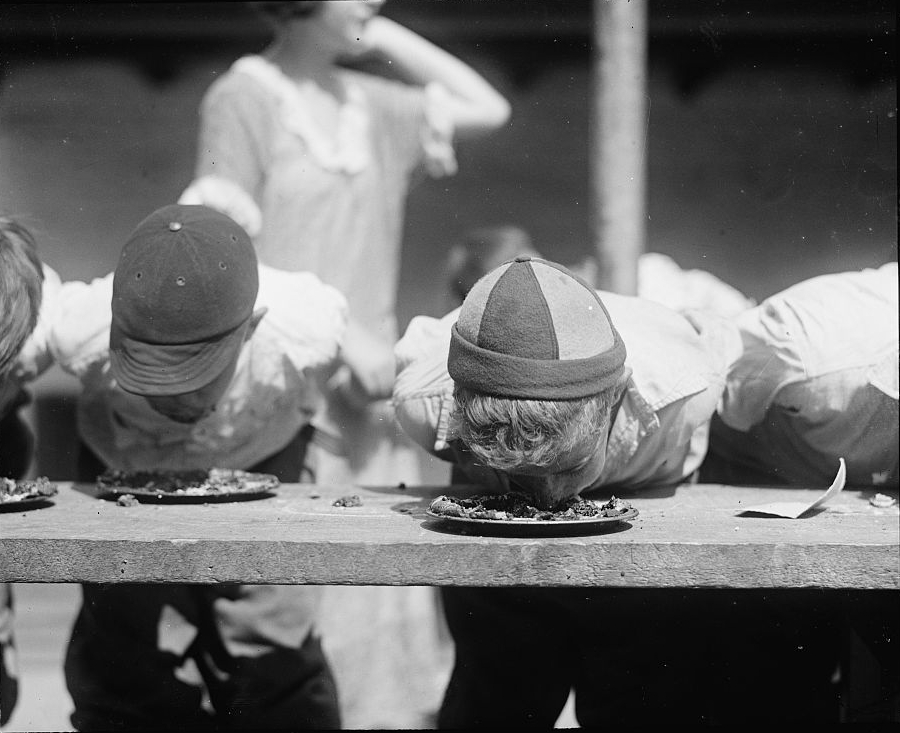
Pie-Wettessen an der Jefferson School, Washington DC, August 1923

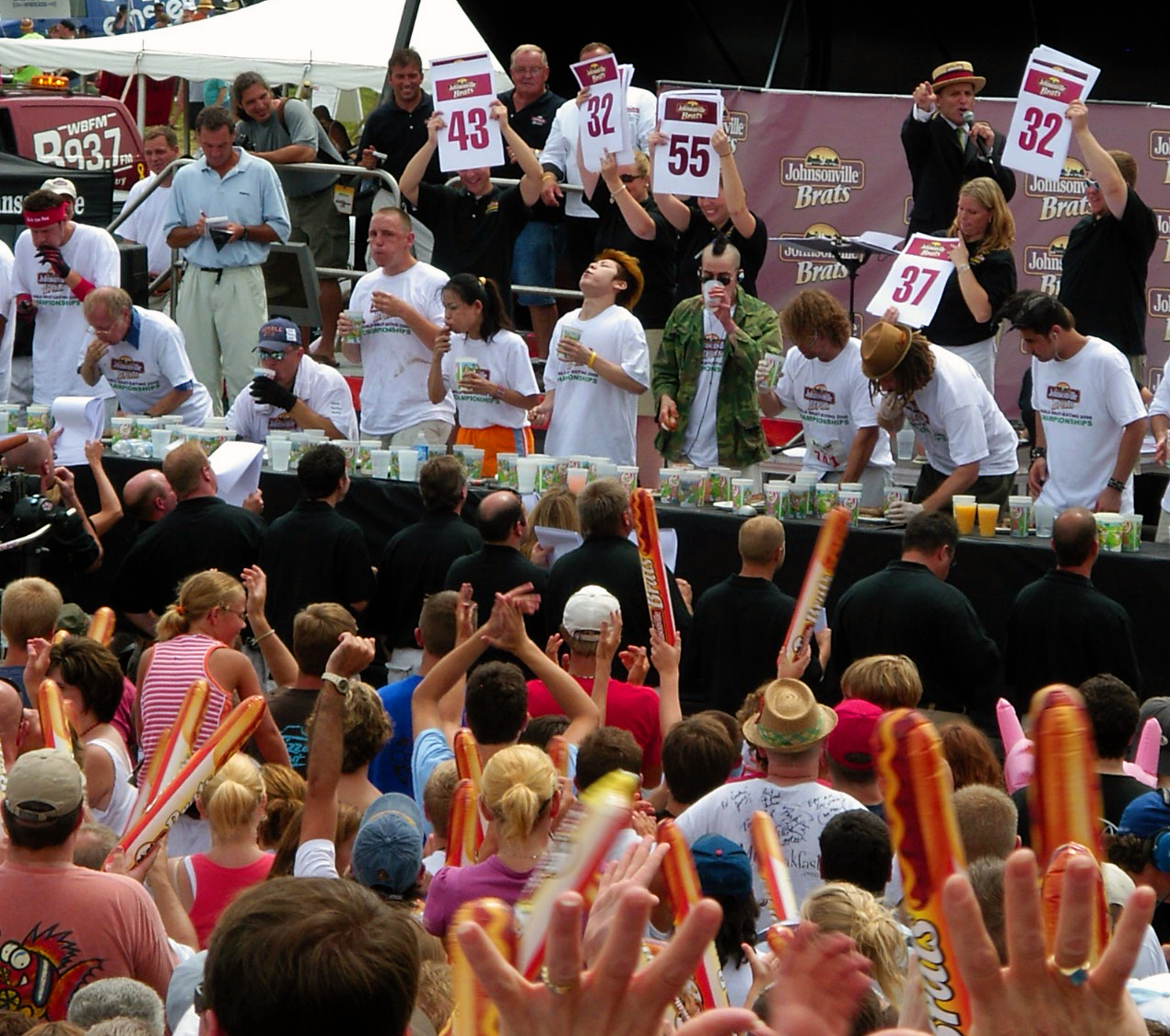
Internationales Hot-Dog-Wettessen, 2006

Als Wettessen bezeichnet man einen Wettbewerb unter zwei oder mehr Teilnehmern, die in einer bestimmten Zeit möglichst viel von den ihnen vorgesetzten Speisen verzehren müssen.

## Verbreitung
Solche Wettessen sind aus vielen Kulturen bekannt, Hinweise auf Wettessen gibt es beispielsweise in der Gylfaginning, dem Hauptteil der Snorra-Edda. Wettessen werden häufig scherzhaft zwischen Familienmitgliedern ausgetragen oder sind Teil einer Veranstaltung eines jährlichen Festes wie beispielsweise eines Jahrmarktes, bei dem ein für die Region typisches Gericht verzehrt wird. In der finnischen Stadt Akaa wurde beispielsweise 2005 die Weltmeisterschaft im Mämmi-Wettessen ausgetragen. Mämmi ist ein in Finnland traditionell zur Osterzeit verzehrter Brei, der aus Roggenmalz hergestellt wird und für sein eher abstoßendes Aussehen bekannt ist. In der slowakischen Ortschaft Turecká wird jährlich ein Brimsennocken-Festival veranstaltet, zu dem beispielsweise gleichfalls ein Wettessen gehört.
In den Vereinigten Staaten sind Wettessen ebenfalls vorwiegend Teil einer lokalen Tradition, die auf Jahrmärkten und Festen von Kirchengemeinden ausgetragen werden. Der Reiz dieser Veranstaltungen liegt nach der Analyse des US-amerikanischen Journalisten Jason Fagone, der ein Buch über Wettessen in den USA verfasste, unter anderem darin, dass hier häufig lokale Honoratioren in einem Wettbewerb gegeneinander antreten, in dem sie sich potentiell lächerlich machen. In den Vereinigten Staaten haben sich darüber hinaus kommerziell betriebene Wettessen entwickelt, über die in den US-amerikanischen Medien zum Teil ausführlich berichtet wird. Zu den bekanntesten und ältesten Veranstaltungen gehört das Internationale Hot-Dog-Wettessen, das traditionell am US-amerikanischen Independence Day in New York ausgetragen wird. Der Wing Bowl, der 1993 erstmals veranstaltet wurde und zu dem heute rund 20.000 Besucher erscheinen, war eine Werbeidee eines Radiosenders in Philadelphia. Dieses Wettessen, bei dem die Teilnehmer in einer vorgegebenen Zeit möglichst viele Chicken Wings verzehren müssen, wird traditionell am Vorabend des Super Bowls veranstaltet. Zu den international agierenden Organisatoren von Wettessen zählt die International Federation of Competitive Eating.

## Vorbereitung und Training
Professionelle Wettesser durchlaufen zumeist ein strenges individuelles Training, um ihre Magenkapazität und Essgeschwindigkeit zu erhöhen. Die Elastizität des Magens wird gewöhnlich als der Schlüssel zum Erfolg beim Essen angesehen. Während das Fassungsvermögen des menschlichen Magens durchschnittlich etwa 1,5 Liter beträgt, liegt das Fassungsvermögen von Wettessern bei 3 bis 5 Litern. Wettesser trainieren dies gewöhnlich, indem sie große Mengen Wasser über einen kurzen Zeitraum trinken, um den Magen zu dehnen. Andere kombinieren das Trinken von Wasser mit großen Mengen an energiearmen Lebensmitteln wie Gemüse oder Salaten. Einige Esser kauen große Mengen Kaugummi, um die Kraft des Kiefers zu erhöhen.

## Verletzungsgefahr
Immer wieder wird von Verletzten oder Toten bei Wettessen berichtet. So bezahlte ein Ukrainer 2011 seinen Sieg bei einem Wareniki-Wettessen mit dem Leben. Der 77-jährige Gewinner fiel nach dem Turnier zu Boden und starb offenbar an Organversagen.
In Deerfield Beach, Florida, USA starb 2012 der 32-jährige Edward Archbold nach einem Kakerlaken-Wettessen.
Besonders kritisch sind Wettessen mit Chilisoße. Der unsachgemäße Gebrauch schärferer Variationen kann bis hin zu Verätzungen an Haut und Augen führen. Des Weiteren kann der Konsum unter Umständen einen Kreislaufkollaps oder Nierenversagen zur Folge haben. Auch Todesfälle durch Ersticken sind bekannt. Bei einigen Wettessen müssen die Teilnehmer deshalb eine Verzichtserklärung oder Haftungsbeschränkung vor dem Antritt unterschreiben, damit der Veranstalter vor Schadenersatz und/oder Schmerzensgeldansprüchen sicher ist.
Ausgedehnte Studien zum Thema Wettessen sind selten, aber einige Erkenntnisse geben Grund zur Sorge. Zu große Mengen Wasser können den Elektrolyt-Haushalt im Blut negativ beeinflussen. Unbemerkte Magengeschwüre können im ungünstigsten Fall durch Fressattacken verletzt werden, und wer sich danach häufig übergibt, kann durch die aufsteigende Magensäure die eigene Speiseröhre schädigen.

## Wettessen in der Populärkultur
Der US-amerikanische Autor Stephen King hat solch einen traditionellen Wettbewerb, bei dem Blaubeerkuchen verzehrt wurden, beispielsweise in seiner Novelle Die Leiche aufgegriffen; ebenso wird ein Blaubeerkuchenwettessen in Sterling Norths autobiographischem Roman Rascal, der Waschbär geschildert.
Der Film Taxidermia handelt zum Großteil vom Leben eines Wettessers. In der Welt dieses Filmes wird das Wettessen wie ein Staatsakt zelebriert. In der Serie King of the Hill wird das Thema in der Folge The Fat and the Furious behandelt. Bei Die Simpsons baut die Folge Das Geheimnis der Lastwagenfahrer auf dem Tod eines Wettessers auf.
Im Comic Mosaik mit den Abrafaxen wird im April-Heft von 1980 ein Knödel-Wettessen zelebriert.

## Kritik
Während in westlichen Breitengraden die Völlerei – etwa ein Festtagsessen mit Weihnachtsgans – zum Kulturgut zählt, finden Wettessen auch immer wieder Kritik aus ethischen Gründen. Vor dem Hintergrund, dass in der Volksrepublik China zu Zeiten Mao Zedongs Kampagne Großer Sprung nach vorn in Hungersnöten rund 45 Mio. Menschen starben, werden z. B. dort solche Veranstaltungen aus einem anderen Blickwinkel betrachtet. In Taiwan erwägen die Behörden gar ein Verbot von Wettessen, „weil die Teilnehmer dabei große Mengen hastig herunterschlingen, krank werden und das Gesundheitssystem belasten.“

## Einzelbelege
1. ↑  Mämminsyönnin MM-kisat (Memento des Originals vom 17. Januar 2008 im Internet Archive)  Info: Der Archivlink wurde automatisch eingesetzt und noch nicht geprüft. Bitte prüfe Original- und Archivlink gemäß Anleitung und entferne dann diesen Hinweis. (finnisch)
2. ↑  Homepage des Veranstalters (slowakisch) (Memento des Originals vom 27. Februar 2009 im Internet Archive)  Info: Der Archivlink wurde automatisch eingesetzt und noch nicht geprüft. Bitte prüfe Original- und Archivlink gemäß Anleitung und entferne dann diesen Hinweis.
3. ↑  Benninghoff, Drenckhahn, Anatomie, 16. Auflage, Elsevier Verlag (2002), S. 655.
4. ↑  Focus: Chili-Wettessen: Teilnehmer in Schottland zusammengebrochen vom 6. Oktober 2011.
5. ↑  Göttinger Tageblatt: Sieger beim Wettessen stirbt nach Turnier vom 20. September 2011.
6. ↑  Süddeutsche Zeitung: Mann siegt bei Kakerlaken-Wettessen und stirbt vom 9. Oktober 2012.
7. ↑  Die Welt: Mann siegt bei Kakerlaken-Wettessen und stirbt vom 9. Oktober 2012.
8. ↑  Süddeutsche Zeitung: Scharfe Mutprobe Chili con Alarme (Memento des Originals vom 23. Januar 2010 im Internet Archive)  Info: Der Archivlink wurde automatisch eingesetzt und noch nicht geprüft. Bitte prüfe Original- und Archivlink gemäß Anleitung und entferne dann diesen Hinweis. vom  20. Januar 2010.
9. ↑  Denise Snieguolė Wachter: Zwei Menschen sterben am selben Tag – nach einem Wettessen, stern.de vom 8. April 2017, abgerufen am 7. September 2021.
10. ↑  Zungenfeuer.de: Chili-Wettessen Verzichtserklärung (Seite nicht mehr abrufbar, festgestellt im Dezember 2018. Suche in Webarchiven)  Info: Der Link wurde automatisch als defekt markiert. Bitte prüfe den Link gemäß Anleitung und entferne dann diesen Hinweis. (PDF; 109 kB), abgerufen am 29. Juni 2013.
11. ↑  Das schlägt auf den Magen – Wettessen als Sport von Stefan Petri
12. ↑  simpsonspedia.net: Das Geheimnis der Lastwagenfahrer
13. ↑  MosaPedia: Knödel-Wettessen
14. ↑  MosaPedia: Mosaik 4/80 – Der falsche Hanswurst
15. 1 2  Pia Rolfs: PIAnissimo: Wettessen. Frankfurter Neue Presse, 4. November 2011, archiviert vom Original am 12. März 2016; abgerufen am 19. Februar 2014.  Info: Der Archivlink wurde automatisch eingesetzt und noch nicht geprüft. Bitte prüfe Original- und Archivlink gemäß Anleitung und entferne dann diesen Hinweis.
16. ↑  Chinese vertilgt hintereinander 40 Schüsseln Nudeln. Die Welt, 3. Februar 2014, abgerufen am 19. Februar 2014.